# دهستان سارده (۲۰۰۵)
دهستان سارده (به لاتین: Saarde Parish) یک دهستان در استونی بود که در شهرستان پارنو واقع شده‌بود.

## خصوصیات
دهستان سارده ۷۰۶٫۹ کیلومترمربع مساحت و ۵٬۰۱۶ نفر جمعیت دارد.

## خواهرخوانده
شهر Heby Municipality خواهرخواندهٔ دهستان سارده هست.